# Petite Beauce
Petite Beauce este o arie protejată (arie de protecție specială avifaunistică — SPA) din Franța întinsă pe o suprafață de 52.565 ha, integral pe uscat.

## Localizare
Centrul sitului Petite Beauce este situat la coordonatele 47°44′00″N 1°19′00″E / 47.73333°N 1.31667°E.

## Înființare
Situl Petite Beauce a fost declarat arie de protecție specială avifaunistică în baza directivei 79/409 din 1979 referitoare la conservarea păsărilor sălbatice pentru a proteja 16 specii de animale.

## Biodiversitate
Situată în ecoregiunea atlantică, aria protejată nu include niciun habitat protejat.
La baza desemnării sitului se află mai multe specii protejate de  păsări (16): pescăruș albastru (Alcedo atthis), rață cârâitoare (Anas querquedula), ciuf de câmp (Asio flammeus), pasărea ogorului (Burhinus oedicnemus), barză albă (Ciconia ciconia), erete de stuf (Circus aeruginosus), erete vânăt (Circus cyaneus), erete cenușiu (Circus pygargus), ciocănitoare neagră (Dryocopus martius), șoim de iarnă (Falco columbarius), șoim călător (Falco peregrinus), gaia neagră (Milvus migrans), gaia roșie (Milvus milvus), viespar (Pernis apivorus), ploier auriu (Pluvialis apricaria), nagâț (Vanellus vanellus)
Pe lângă speciile protejate, pe teritoriul sitului au mai fost identificate 4 specii de păsări.